# Casas de Miravete
Casas de Miravete (antigamente conhecido como Las Ventas de San Andrés, Casas de San Andrés, Casas del Puerto ou Casas del Puerto de Miravete) é um município da Espanha na comarca de Campo Arañuelo, província de Cáceres, comunidade autónoma da Estremadura. Tem 50,2 km² de área e em 2021 tinha 129 habitantes (densidade: 2,6 hab./km²). Faz parte da Mancomunidade de Campo Arañuelo.

## Demografia
| Variação demográfica do município entre 1991 e 2004 [carece de fontes?] | Variação demográfica do município entre 1991 e 2004 [carece de fontes?] | Variação demográfica do município entre 1991 e 2004 [carece de fontes?] | Variação demográfica do município entre 1991 e 2004 [carece de fontes?] |
| ----------------------------------------------------------------------- | ----------------------------------------------------------------------- | ----------------------------------------------------------------------- | ----------------------------------------------------------------------- |
| 1991                                                                    | 1996                                                                    | 2001                                                                    | 2004                                                                    |
| 169                                                                     | 169                                                                     | 161                                                                     | 194                                                                     |